# Harald Beyer (Fußballspieler)
Harald Beyer (* 21. September 1939 in Braunlage; † 1. Februar 2017 in Dortmund) war ein deutscher Fußballspieler. Der Stürmer hat von 1959 bis 1963 bei Preußen Münster in der damals erstklassigen Fußball-Oberliga West in 83 Ligaspielen 28 Tore und in der Debütsaison der Fußball-Bundesliga 1963/64 bei Hertha BSC in 24 Einsätzen fünf Tore erzielt.

## Spielerkarriere
Im Harz geboren, zog Beyer mit seinen Eltern 1952 nach Castrop-Rauxel, wo er sich dem ortsansässigen SV Castrop 02 anschloss. Durch gute Leistungen wurde der Oberligist Preußen Münster auf den jungen Stürmer des SV Castrop in der Verbandsliga Westfalen aufmerksam und verpflichtete Beyer zur Saison 1959/60.
In der Rückrunde, am 10. Januar 1960, bei einer 1:3-Auswärtsniederlage bei Fortuna Düsseldorf, debütierte der vormalige Amateurstürmer unter Trainer Kuno Klötzer als Mittelstürmer in der Oberliga West. Bis Rundenende, die Preußen belegten den 10. Rang, kamen noch weitere 12 Einsätze mit vier Toren an der Seite von Leistungsträgern wie Herbert Eiteljörge und Hermann Lulka hinzu. In den nächsten drei Runden gehörte Beyer der Stammformation von Münster in der Oberliga West an. Im letzten Oberligajahr, 1962/63, verhalf er mit elf Toren in 18 Ligaeinsätzen entscheidend mit, dass die Preußen als Oberligavierter für die neue Bundesliga aus der Westliga nominiert wurden. Insgesamt hat der Offensivspieler von 1959 bis 1963 für Münster 83 Oberligaspiele mit 28 Toren absolviert. In seinem letzten Oberligaspiel erzielte er am 1. Mai 1963 bei einem 1:1 gegen RW Oberhausen die 1:0-Führung für Münster.
Beyer unterschrieb aber einen neuen Vertrag zur Saison 1963/64 bei Hertha BSC und wechselte an die Spree. Daneben nahm die Hertha auch noch Uwe Klimaschefski, Otto Rehhagel und Carl-Heinz Rühl neu unter Vertrag. Beyer eröffnete mit Hertha am 24. August 1963 mit einem Heimremis von 1:1 gegen den 1. FC Nürnberg das neue Kapitel Fußball-Bundesliga. Mit Rühl, Klimaschefski, Helmut Faeder und Lutz Steinert bildete er dabei als Mittelstürmer die Angriffsreihe. In 24 Bundesligaspielen gelangen ihm fünf Saisontore und schlussendlich mit dem 14. Rang der Klassenerhalt mit Hertha BSC. Zusätzlich spielte er zweimal im Messepokal, allerdings mussten sich die Berliner bereits in der 1. Runde dem AS Rom mit 1:3 und 0:2 geschlagen geben.
Nach nur einer Saison wechselte er weiter zu Borussia Dortmund, wo er allerdings aufgrund von Verletzungsproblemen in zwei Jahren nur auf drei Bundesligaeinsätze und ebenso viele Europapokalspiele kam. Trotzdem feierte er dort mit dem Gewinn des DFB-Pokals 1965 und dem Europapokal der Pokalsieger ein Jahr später seine größte Erfolge.

## Nach der aktiven Zeit
Bereits mit 26 Jahren beendete er trotz eines Angebots des 1. FC Kaiserslautern seine Fußballerkarriere und wurde Kaufmann. Nebenbei trainierte er die unterklassigen Vereine VfL Schwerte, SSV Hagen, TSC Eintracht Dortmund und SC Dortmund.

## Erfolge
- DFB-Pokal: 1965
- Europapokal der Pokalsieger: 1966